# Mittelmühle (Hirschau)
Mittelmühle in der Gemarkung Steiningloh ist ein Gemeindeteil der Stadt Hirschau im Landkreis Amberg-Sulzbach in der Oberpfalz in Bayern.

## Herkunft des Namens
Mittelmühle hat ihren Namen von ihrer Lage zwischen Urspringermühle und Schwärzermühle. In den amtlichen Ortsnamenverzeichnissen wird Mittelmühle erst ab 1877 unter dem Namen Mittelmühle geführt. Zuvor führte man Mittelmühle unter Mittermühle.
1460 wurde ein Michel Mullner von der Mytern Mul erwähnt. 1702 wird eine Müttermühl erwähnt, die zum Landrichteramt Amberg gehört. 1766 war die Rede von einer „Mittermühl“ bei Steininglohe.

## Geschichte
Mittelmühle gehörte ursprünglich zur Gemeinde Steiningloh. Als Teil der Gemeinde Steiningloh wurde Mittelmühle am 1. Januar 1970 der Gemeinde Mimbach angeschlossen. Am 1. Januar 1972 schließlich wurde die Gemeinde Mimbach aufgelöst. Die Mittelmühle wurde der Stadt Hirschau zugeschlagen.

## Verkehr
Mittelmühle liegt an der Staatsstraße 2238 zwischen Amberg und Hirschau bei Steiningloh.